# Nihon Seimei Hoken
Nihon Seimei Hoken Sōgo-gaisha (jap. 日本生命保険相互会社 Nihon Seimei Hoken Sōgo-gaisha, englisch Nippon Life Insurance Company), kurz: Nissay (ニッセイ Nissei) oder Nihon Seimei (日本生命) bekannt, ist weltweit der größte Lebensversicherer. Lebensversicherungsgesellschaft. Die Firmenzentrale befindet sich in Osaka.

## Übersicht
1889 wurde das Versicherungsunternehmen von Geschäftsleuten aus Kansai auf Initiative von Hirose Suketarō (弘世 助太郎; 1871–1936) gegründet, der dann auch die Leitung übernahm. 1891 erfolgte die Umwandlung in eine Aktiengesellschaft. 1899 gelange das Unternehmen an die Spitze der Branche. Es kam zu umfassende Übertragung von Verträgen mit „Fuji Life“ (富士生命) im Jahr 1942 und mit „Patriotic Life“ (愛国生命) im Jahr 1945. 
1947 erfolgte die Neugründung als „Nippon Mutual Life Insurance Company“ (日本生命保険相互会社; Nihon seimei hoken sōgo kaisha). Das Unternehmen hatte enge Beziehungen mit der „Sanwa Bank“ (三和銀行), in Verbindung mit der Familie Yamaguchi, dem größten Aktionär in der Zeit als Aktiengesellschaft. Das Unternehmen hatte nach dem Zweiten Weltkrieg  lange Zeit eine führende Position in der Branche inne, aber seit der Finanzkrise der 1990er Jahre musste es neue Wege suchen. 1996 erfolgte die Gründung von „Nissay Damage Insurance“ (ニッセイ損害保険) und damit der Eintritt in das Nicht-Lebensversicherungsgeschäft. Auf diesem Gebiet hat das Unternehmen eine ähnliche Erfolgsbilanz in der Immobilienbranche wie Gebäudeleasing, wie andere bereits existierende große Unternehmen. Im April 2001 erfolgte die Fusion mit Dowa Fire & Marine Insurance zur Gründung von „Nissay Dowa Insurance“.
In Deutschland besteht eine Repräsentanz der Firma in Frankfurt am Main.
Das Unternehmen unterstützt den Women’s Meijin, einen professionellen Go-Wettbewerb.